# Gøttrup Kirke
Gøttrup Kirke er en kirke i landsbyen Gøttrup 5 km sydvest for Fjerritslev.
Kirken er opført i den romanske stilperiode fra 1150-1200 og bestod dengang af skib, kor og apsis, der var opført i granitkvadre på skråkantsokkel. Det sengotiske tårn er tilføjet omkring 1500 og er opført af udflyttede granitkvadre og gule munkesten.
Våbenhuset er formodentligt fra samme tid. Af dørene står den retkantede syddør uændret med skråfaset overligger, mens kun de nedre partier af den tilmurede norddør spores. De oprindelige vinduer er er ændrede på nær et i apsis og et i korets nordvæg.
Ændringen er formodentligt sket i forbindelse med opførslen af tårnet, da flere vinduessten er indmurede i tårnets nordmur.
Hele bygningen er istandsat 1924-25 af arkitekt Einar Packness og 1958-59 af arkitekt C. Møller Nielsen.
- Indgangsportal
- Kvadersten med skaktavlemønster